# Knikbesturing

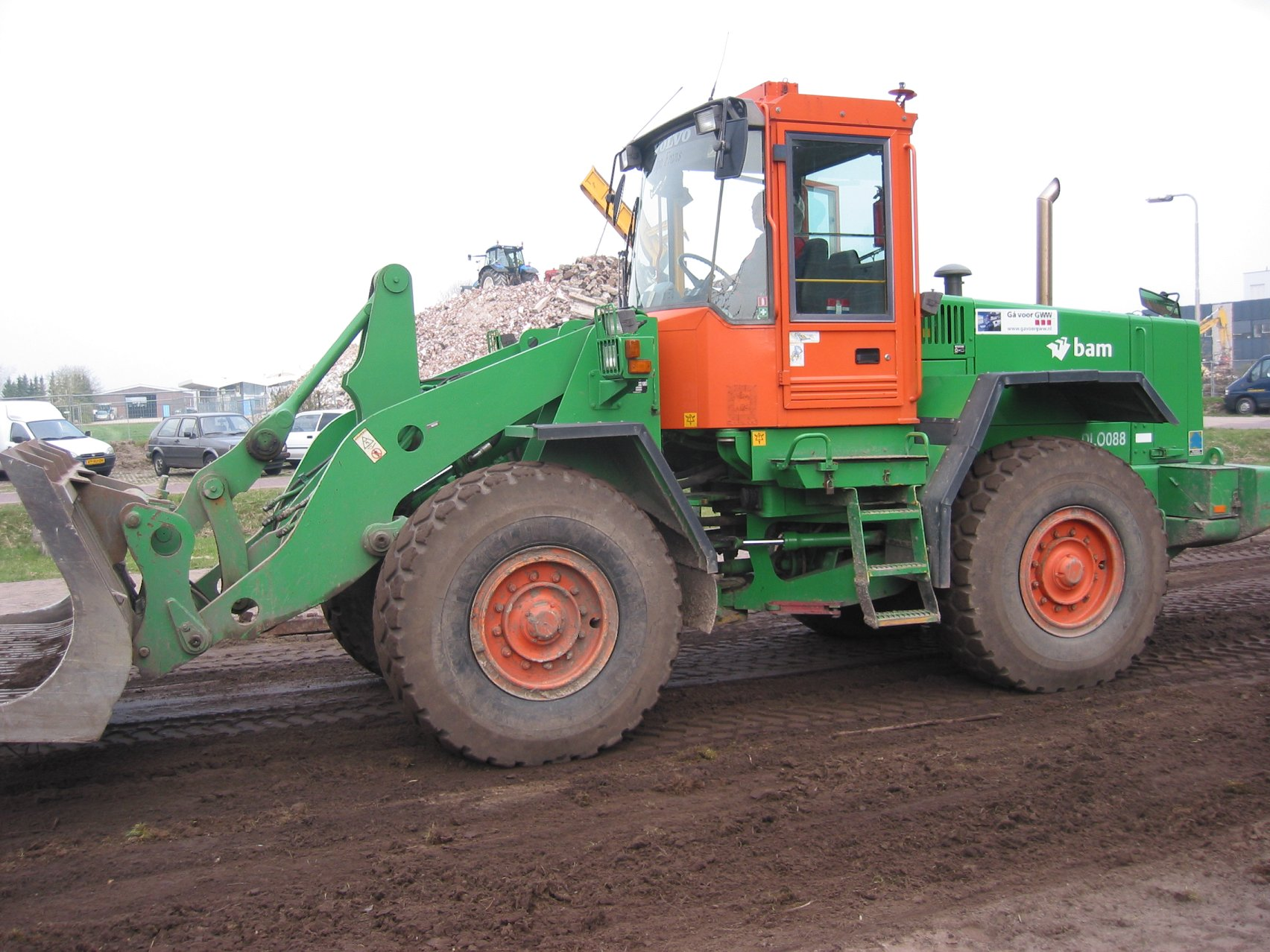
Shovel met knikbesturing

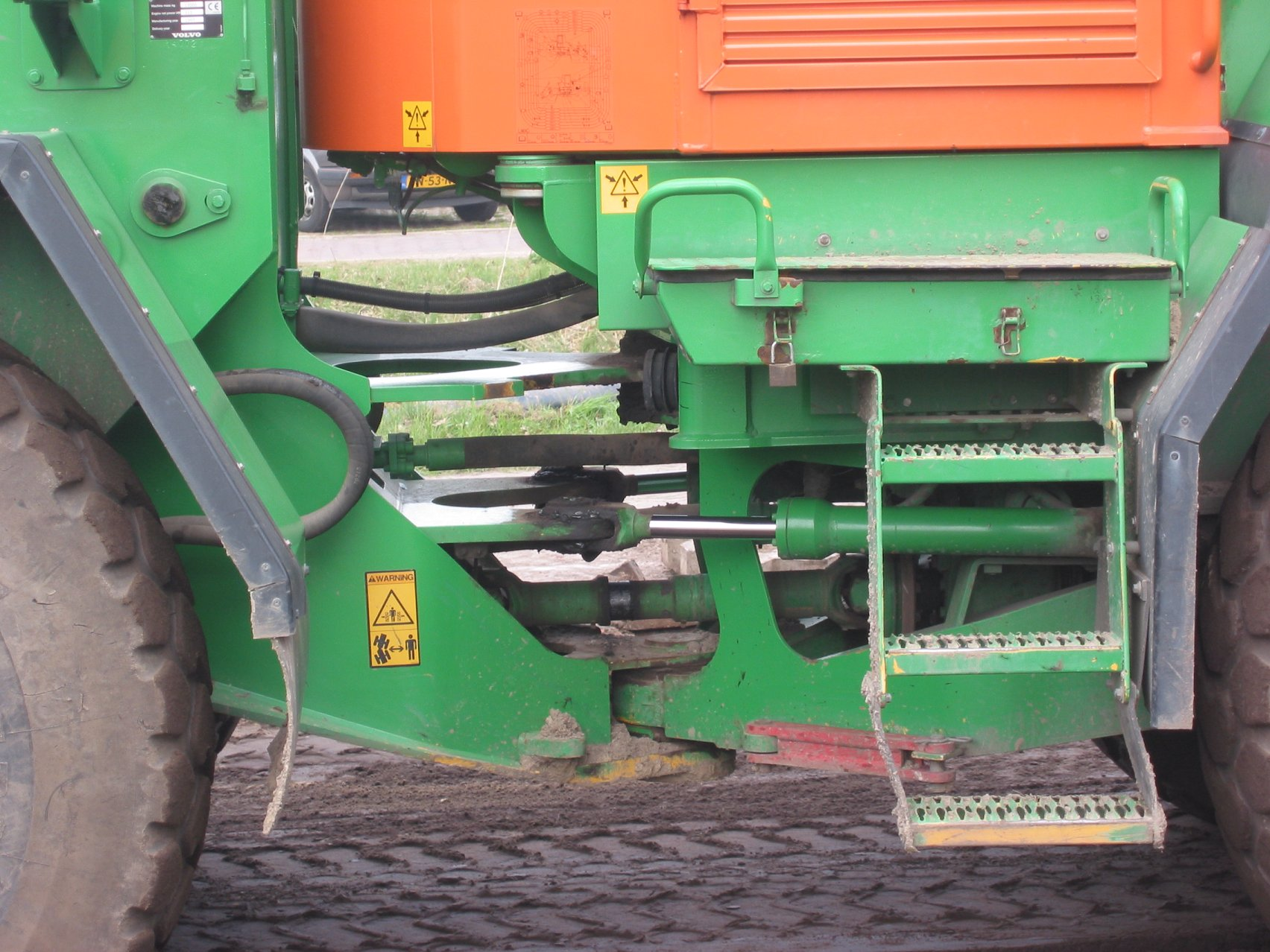
Close-up van de knikbesturing bij een shovel

Naast de gewone besturing met stuurbekrachtiging zijn er tractoren en shovels met knikbesturing, die vooral in de bosbouw en wegenbouw worden gebruikt. Bij knikbesturing heeft de machine in het midden een constructie met scharnieren en een (dubbele) cardanaandrijving, waardoor deze met behoud van aandrijving kan knikken (draaien), waardoor er zeer korte bochten genomen kunnen worden. Bij deze machines zijn de voor- en achterwielen even groot.
Andere machines waarbij knikbesturing voorkomt, zijn grasmaaiers, kiepwagens en veegmachines.

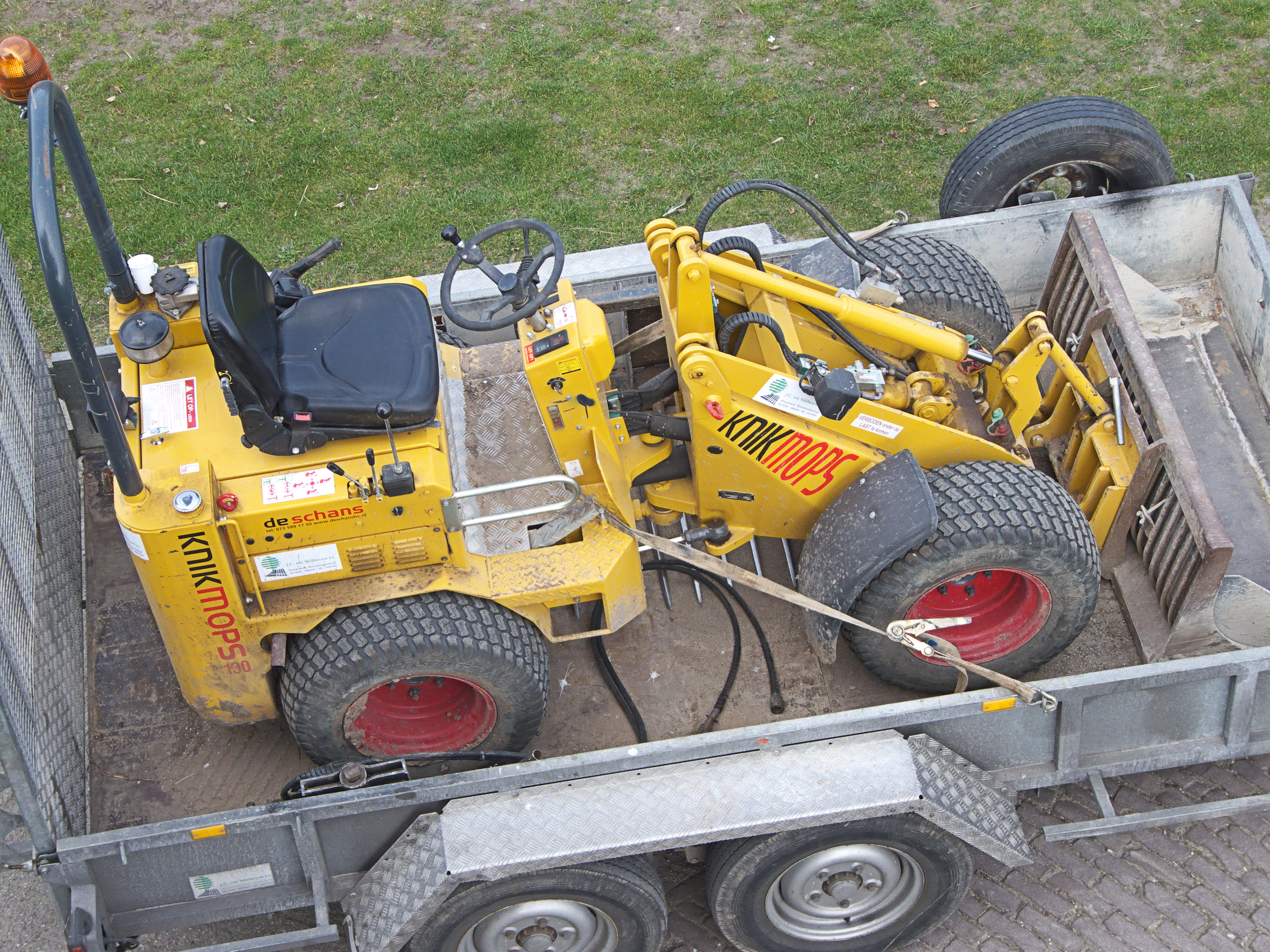
Knikbesturing bij een stratenmakersmachine